# 安索拉
安索拉（法語：Anzuola）是西班牙巴斯克自治区吉普斯夸省的一个市镇。总面积28平方公里，总人口1899人（2001年），人口密度68人/平方公里。